# Sankt Jakobs kyrkoruin, Visby
S:t Jacob var en kyrka som uppfördes av Rigabiskopen Albert i början av 1200-talet, som ett led i kristningen av Livland. Kyrkan omtalas första gången 1226, då det till detsamma var knutet en skola. Vid kapellet låg också den gård som biskop Alberts riddarorden, Svärdsriddarna, ägde i staden. 

## Historik
När Livland var säkrat för katolska kyrkan avtog S:t Jacobs betydelse och 1272 var det ingen verksamhet där. Tydligen lät man därefter den nyligen i Visby etablerade beginerorden ta över anläggningen, för 1306 var någon form av ”intagna” knutna till S:t Jacob. På grund av dels kätterska strömningar bland beginer och beggarder, dels ihärdiga rykten om att beginerhusen förvandlats till veritabla bordeller stängdes mängder av anläggningar från 1300-talets mitt och framåt i hela Nordeuropa. Så också anläggningen i Visby, vilken fortfarande existerade 1385, men som 1404 tydligtvis var borta. Detta år flyttade nämligen nunnorna i Solberga kloster in i anläggningen, och förlade där sitt kloster.
Kort före 1469 skadades sannolikt S:t Jacob och den tillhörande Svärdsriddargården (där väl klostret var inrymt) och detta år inköptes istället Otto Dusenborgs gård bakom kyrkan. Denna gård låg söder om S:ta Gertruds kapell, till vilket nunnorna nu flyttade och inrättade sitt nya kloster. Var S:t Jacob legat har länge varit en tvistesfråga, och bland annat så har det (felaktigt) kopplats ihop med Helgeandskapellet, men nu anses den mest sannolika lokaliseringen vara omedelbart söder om S:t Nicolai kyrka, och att det nuvarande Frimurarhuset (som har kyrklig öst-västorientering) fått sin sträckning utifrån kapellet och ingått i anläggningen. Ett sådant läge förklarar också varför S:t Nicolaikonventet måst byggas norr om kyrkan.